# 東米蘇拉 (蒙大拿州)
東米蘇拉（英語：East Missoula）是位於美國蒙大拿州米蘇拉縣的普查規定居民點。

## 人口
根據2020年美國人口普查的數據，東米蘇拉的面積為3.23平方千米，當中陸地面積為3.12平方千米，而水域面積為0.11平方千米。當地共有人口2465人，而人口密度為每平方千米763.16人。